# Rascaespalda

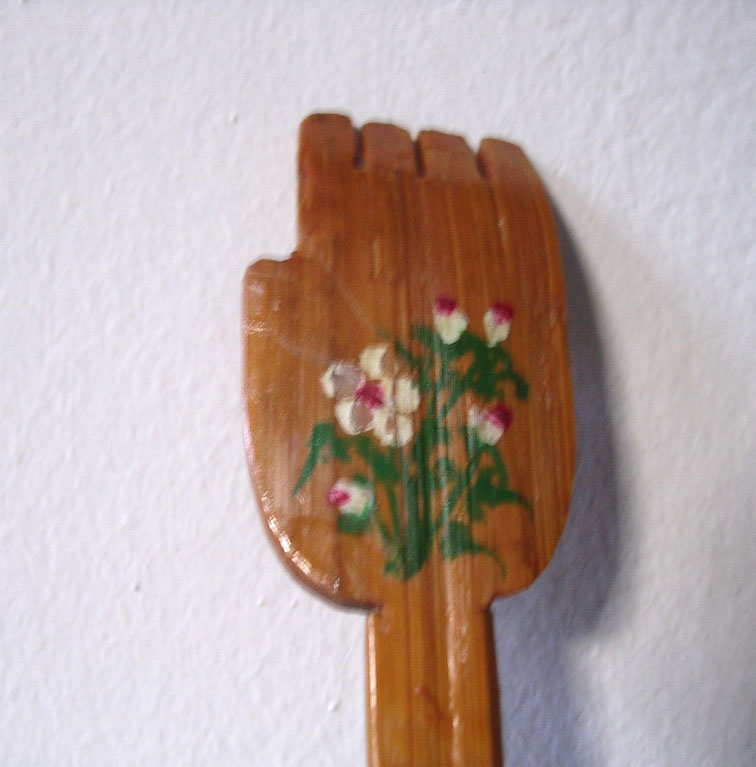
Mano de un rascaespaldas de madera pintada.

Un rascaespalda (o rascador de espaldas) es una herramienta usada, tal como el nombre lo sugiere, para aliviar picazones de áreas del cuerpo que no son fácilmente accesibles con las propias manos, generalmente la espalda. Existe una gran variedad de rascaespaldas, por lo general fabricados en madera, plástico o metales. Se desconocen el inventor y su origen.

## Historia

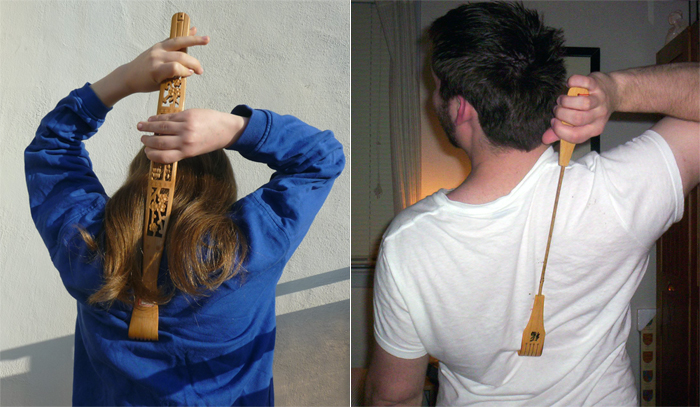
Rascaespalda de madera

La primera referencia a algo similar al rascaespaldas era un tipo de rastrillo para mantener en orden las enormes pelucas empolvadas utilizado por las damas en los siglos XVIII y XIX.
En el territorio de Yukón, Canadá, se encontró un hueso con un extremo tallado a la manera de un rascaespaldas, que fue fechado mediante el radio carbono con una antigüedad de 27,000 años. Es una tibia de caribú con la punta aserrada (según estudio de Willian N. Irving, de la Universidad de Toronto, Canadá).
Se conservan rascadores de espaldas muy decorados, que al parecer colgaban de la cintura como accesorios, con ejemplares más elaborados hechos de plata e incluso anillos labrados en dedos de marfil. La mano rascadora a veces era reemplazada por un rastrillo o una garra de un ave. Por lo general, la mano podía representar tanto una mano derecha como una izquierda, pero la variedad china usualmente utiliza la mano derecha.
Todavía pueden encontrarse modelos baratos en los grandes almacenes o las tiendas de souvenirs y es uno de los innumerables objetos que atraen la atención de coleccionistas modernos.